# Wybory prezydenckie w Stanach Zjednoczonych w 1816 roku

Mapa wyborcza Stanów Zjednoczonych w 1816 roku. Liczba na mapie określa liczbę przedstawicieli stanu w Kolegium Elektorów

Wybory prezydenckie w USA w 1816 roku – ósme wybory prezydenckie w historii Stanów Zjednoczonych. Na urząd prezydenta wybrany został James Monroe, a wiceprezydentem został Daniel Tompkins.

## Kampania wyborcza
W czasie drugiej kadencji prezydenta Jamesa Madisona, Partia Federalistyczna jeszcze bardziej osłabła, z powodu próby wyciągnięcia korzyści z ciężkiej sytuacji kraju. Po raz ostatni w historii wystawiła swojego kandydata w wyborach prezydenckich, którym został Rufus King. Kandydatem Partii Demokratyczno-Republikańskiej został James Monroe, który pełnił funkcję sekretarza stanu w gabinecie Madisona i był wielkim zwolennikiem wojny brytyjsko-amerykańskiej. Nominację wiceprezydencką uzyskał natomiast Daniel Tompkins. Monroe odniósł znaczne zwycięstwo nad Kingiem.

## Kandydaci

### Demokratyczni Republikanie

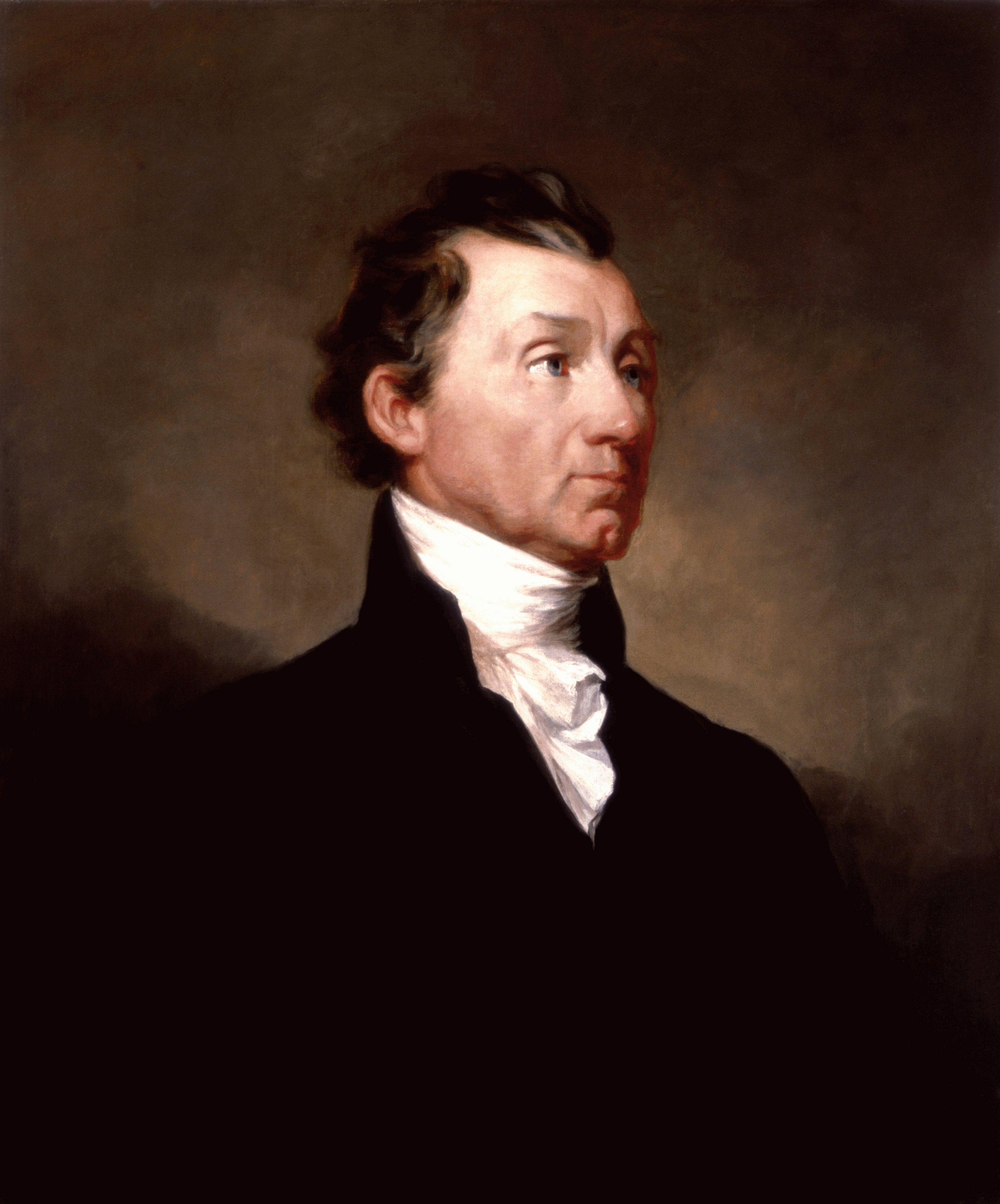
James Monroe
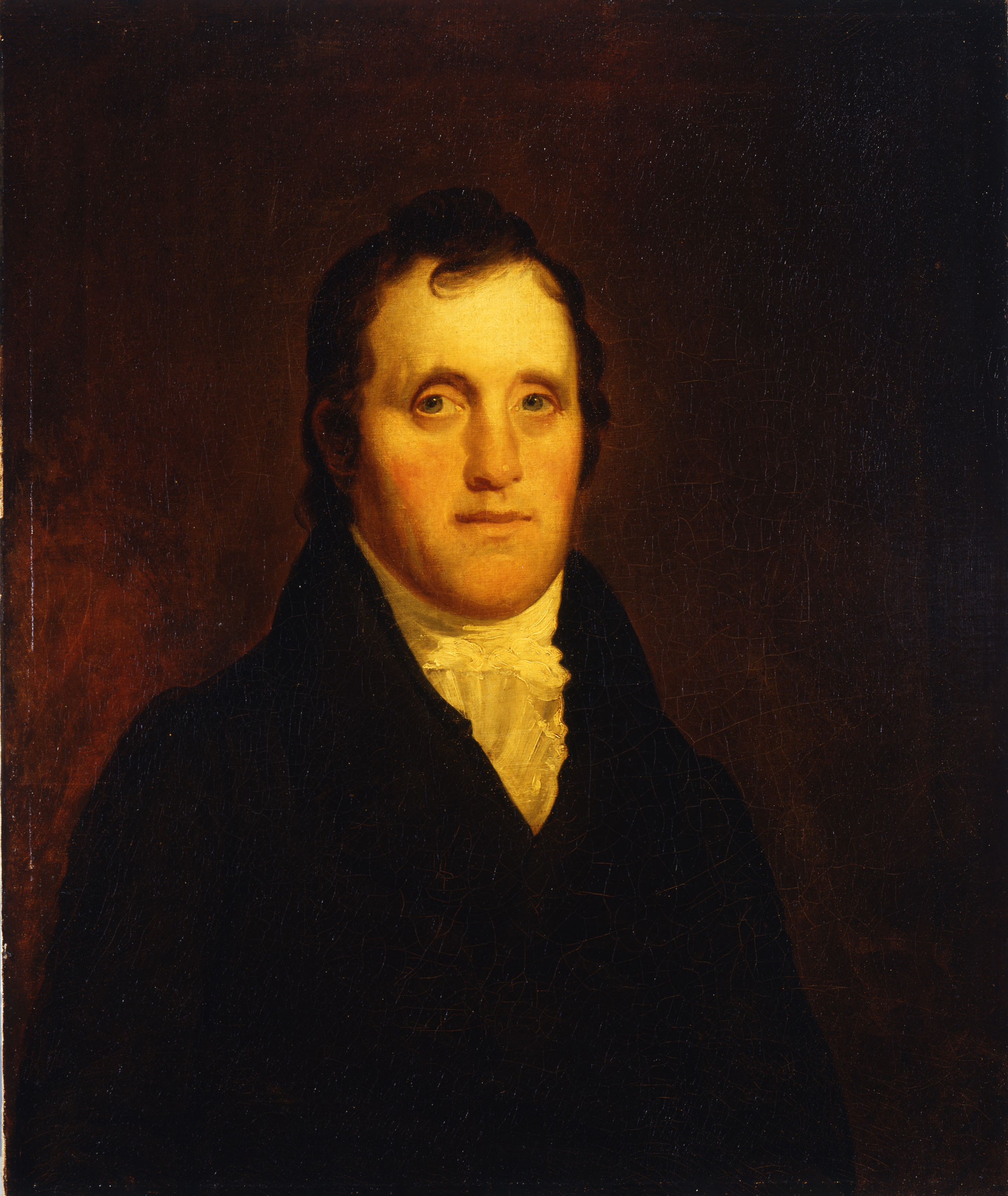
Daniel Tompkins

### Federaliści

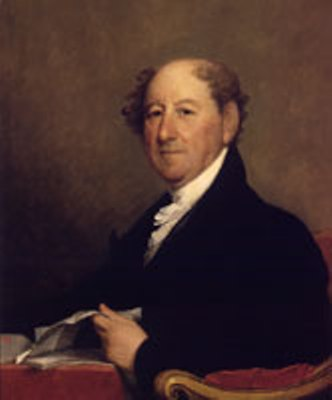
Rufus King
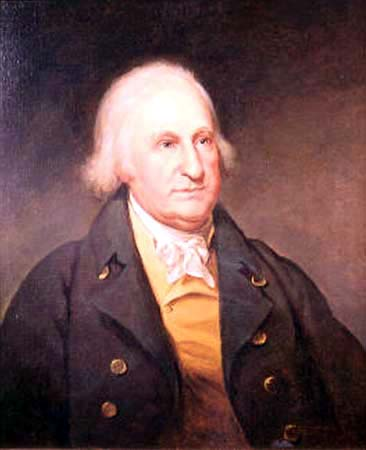
John Eager Howard

## Wyniki głosowania
Głosowanie powszechne odbyło się w dniach 1 – 16 listopada 1816 i wzięło w nim udział nieco ponad 110 tys. osób. Monroe uzyskał w nim ok. 68% poparcia, wobec ok. 34,5% dla Kinga. Około 1000 głosów oddano na niezależnych elektorów, popierających innych kandydatów. W głosowaniu Kolegium Elektorów (zatwierdzonym 12 lutego 1817) James Monroe uzyskał 183 głosy, przy wymaganej większości 109 głosów. Przegrał jedynie w trzech stanach: Delaware, Connecticut i Massachusetts. Wiceprezydentem został Daniel Tompkins, na którego również zagłosowało 183 elektorów. Dalsze miejsca zajęli: John Eager Howard (22 głosy), James Ross (5 głosów), John Marshall (4 głosy) i Robert Goodloe Harper (3 głosy).
James Monroe został zaprzysiężony 4 marca 1817 roku.
| Stan \ Kandydat na prezydenta | James Monroe | Rufus King | Razem |
| ----------------------------- | ------------ | ---------- | ----- |
| Connecticut                   | -            | 9          | 9     |
| Delaware                      | -            | 3          | 3     |
| Georgia                       | 8            | -          | 8     |
| Indiana                       | 3            | -          | 3     |
| Karolina Południowa           | 11           | -          | 11    |
| Karolina Północna             | 15           | -          | 15    |
| Kentucky                      | 12           | -          | 12    |
| Luizjana                      | 3            | -          | 3     |
| Maryland                      | 8            | -          | 8     |
| Massachusetts                 | -            | 22         | 22    |
| New Hampshire                 | 8            | -          | 8     |
| New Jersey                    | 8            | -          | 8     |
| Nowy Jork                     | 29           | -          | 29    |
| Ohio                          | 8            | -          | 8     |
| Pensylwania                   | 25           | -          | 25    |
| Rhode Island                  | 4            | -          | 4     |
| Tennessee                     | 8            | -          | 8     |
| Vermont                       | 8            | -          | 8     |
| Wirginia                      | 25           | -          | 25    |
| Łącznie                       | 183          | 34         | 217   |

| Stan \ Kandydat na wiceprezydenta | Daniel Tompkins | John Howard | James Ross | John Marshall | Robert Harper | Razem |
| --------------------------------- | --------------- | ----------- | ---------- | ------------- | ------------- | ----- |
| Connecticut                       | -               | -           | 5          | 4             | -             | 9     |
| Delaware                          | -               | -           | -          | -             | 3             | 3     |
| Georgia                           | 8               | -           | -          | -             | -             | 6     |
| Indiana                           | 3               | -           | -          | -             | -             | 3     |
| Karolina Południowa               | 11              | -           | -          | -             | -             | 11    |
| Karolina Północna                 | 15              | -           | -          | -             | -             | 15    |
| Kentucky                          | 12              | -           | -          | -             | -             | 12    |
| Luizjana                          | 3               | -           | -          | -             | -             | 3     |
| Maryland                          | 8               | -           | -          | -             | -             | 8     |
| Massachusetts                     | -               | 22          | -          | -             | -             | 22    |
| New Hampshire                     | 8               | -           | -          | -             | -             | 8     |
| New Jersey                        | 8               | -           | -          | -             | -             | 8     |
| Nowy Jork                         | 29              | -           | -          | -             | -             | 29    |
| Ohio                              | 8               | -           | -          | -             | -             | 8     |
| Pensylwania                       | 25              | -           | -          | -             | -             | 25    |
| Rhode Island                      | 4               | -           | -          | -             | -             | 4     |
| Tennessee                         | 8               | -           | -          | -             | -             | 8     |
| Vermont                           | 8               | -           | -          | -             | -             | 8     |
| Wirginia                          | 25              | -           | -          | -             | -             | 25    |
| Łącznie                           | 183             | 22          | 5          | 4             | 3             | 217   |